# Kamenné houby
Kamenné houby (bulharsky Каменните гъби nebo též Скални гъби) je skupina 2,5  až 3 metry vysokých skalních hřibů u obce Beli plast v jižním Bulharsku, u silnice mezi městy Chaskovo a Kardžali. Místně je tato lokalita, chráněná jako přírodní památka, nazývána Mantarkaja (Мантаркая).

## Geologie

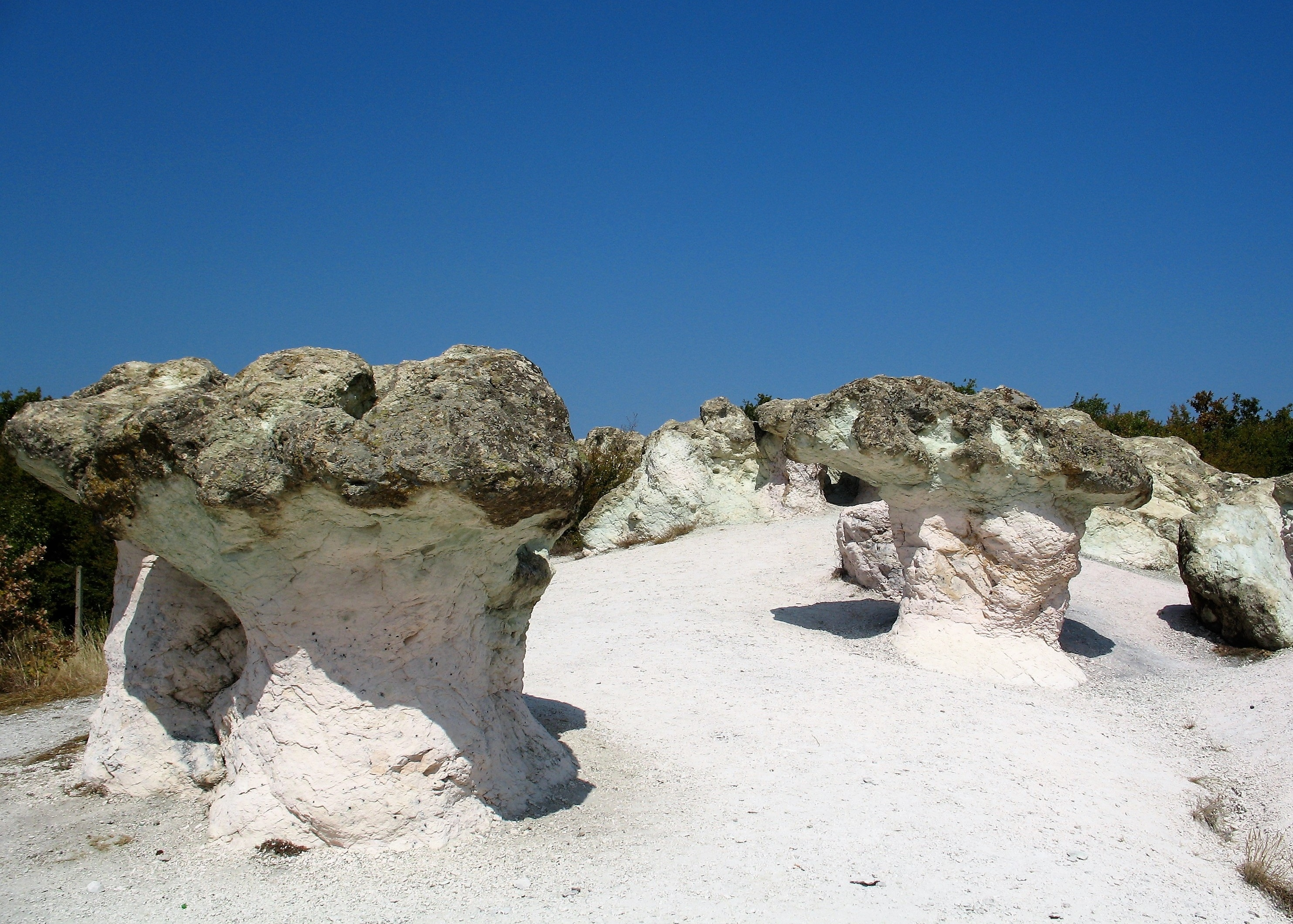
Skupina skalních hřibů

Skály ve tvaru hřibů byly vytvořeny větrnou erozí v ryolitových vulkanických tufech. Růžové zbarvení části vrstev je způsobeno minerálem klinoptilolitem. Černé a modré skvrny v tufu signalizují přítomnost manganových konkrecí, nazelenalé zbarvení některých míst pochází od minerálu seladonitu.

## Předmět ochrany
Tříhektarová oblast byla prohlášena 13. května 1974 Ministerstvem životního prostředí Bulharska za přírodní památku.
Kromě geomorfologicky a geologicky pozoruhodných skalních tvarů se na lokalitě vyskytují také zajímavé druhy ptactva, jako orlík krátkoprstý, sup mrchožravý, vlaštovka skalní, bělořit okrový a další.

## Pověst o čtyřech sestrách

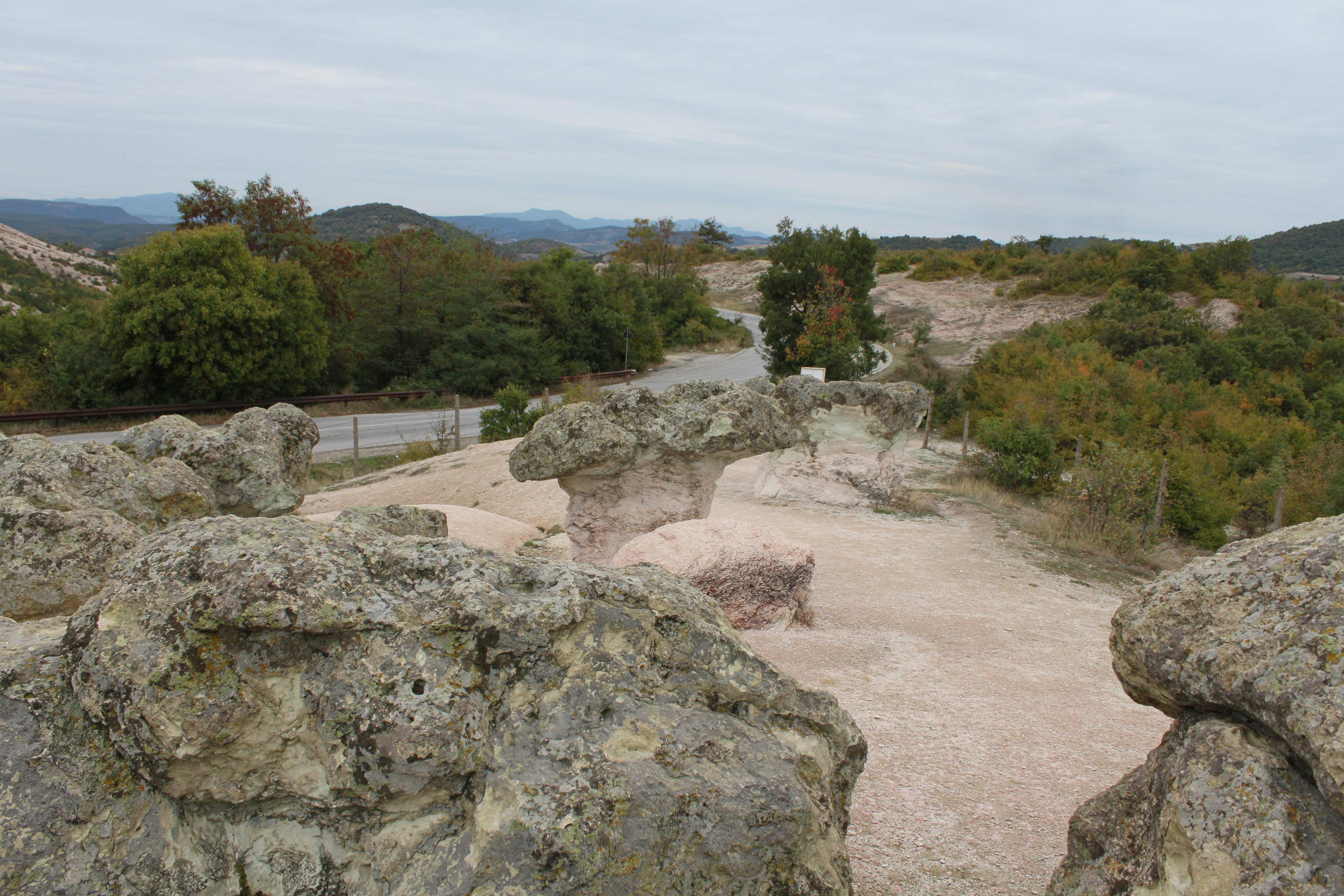
Kolem chráněného území vede místní komunikace z Chaskova do Kardžali

Legenda vypráví, že v dávných dobách v tomto kraji žil uhlíř jménem Raduil, který měl čtyři dcery. Dívky se jednou vypravily pro vodu, avšak cestou je přepadla tlupa jezdců. Děvčatům se podařilo splašit koně jejich vůdce, ten spadl na zem a sestry jej rozsápaly. Vtom se objevil další zbojník jménem Omur, který byl přítelem zabitého náčelníka. Rozmáchl se a šavlí sťal hlavu první dívce. Jak ale hlava padla na zem, proměnila se v kámen. Omur srazil hlavy dalším dvěma dívkám, avšak i ty se po dopadu na zem proměnily v kamenné hřiby. Omur užasl, seskočil z koně a chtěl se pokusit zabít poslední ze sester. Aniž se jí však stačil dotknout, i její hlava se proměnila v kámen. Zbojník se vyděsil, skočil na koně a chtěl z tohoto místa uprchnout. Nestačil však ani vyrazit a rovněž se z něj stal kámen. Tuto černou skálu zvanou Karatepe (turecky Černý kopec) je možno spatřit na okraji skupiny skalních hřibů.